# Cryptocellus brignolii
Espèce
Cryptocellus brignolii est une espèce de ricinules de la famille des Ricinoididae.

## Distribution
Cette espèce est endémique du Suriname. Elle se rencontre vers Paramaribo.

## Description
Le mâle holotype mesure 5,40 mm.

## Étymologie
Cette espèce est nommée en l'honneur de Paolo Marcello Brignoli.

## Publication originale
- Cokendolpher, 2000 : First Cryptocellus from Suriname (Ricinulei). Memorie della Societa Entomologica Italiana, vol. 78, no 2, p. 515-520.